# 弗朗索瓦-马里·德·布罗伊
弗朗索瓦-马里·德·布罗伊，第一代布罗伊公爵（François-Marie de Broglie, 1er duc de Broglie ，1671年1月11日—1745年5月22日), 布罗伊伯爵维克托-莫里斯的第三子, 法國路易十四和路易十五時代的法国元帅。曾在西班牙王位繼承戰爭和義大利服役(1733～1735)。1734年被授予法国元帅。1740年当腓特烈大帝秘密访问斯特拉斯堡时他是阿尔萨斯的总督。1742年在奥地利王位继承战争期间，奉命指挥德意志境内的法军，但他并无胆略，取得的唯一胜利是1742年5月24日-25日在波西米亚萨哈伊的战斗，为此6月被封为布罗伊公爵，成为法国贵族。他1743年回到法国，两年后去世。

### 子女
两个孩子：维克多·弗朗索瓦，第二代布罗伊公爵和夏尔-弗朗索瓦·德·布罗伊，吕费克侯爵.